# Drosophila magnabadia
Drosophila magnabadia är en tvåvingeart som beskrevs av Patterson och Gordon Mainland 1943. Drosophila magnabadia ingår i släktet Drosophila och familjen daggflugor.
Artens utbredningsområde är Mexiko.